# کانکاکی (ایلینوی)
کانکاکی، ایلینوی (به انگلیسی: Kankakee, Illinois) یک شهر در ایالات متحده آمریکا با جمعیت ۲۷٬۵۳۷ نفر است که در شهرستان کنکاکی واقع شده‌است.